# Kagano (periodiskt vattendrag i Burundi, Ruyigi)
Kagano är ett periodiskt vattendrag i Burundi.   Det ligger i provinsen Ruyigi, i den centrala delen av landet, 90 kilometer öster om huvudstaden Bujumbura.
Omgivningarna runt Kagano är en mosaik av jordbruksmark och naturlig växtlighet. Runt Kagano är det ganska tätbefolkat, med 111 invånare per kvadratkilometer.